# Староабзаново
Староабза́ново (рос. Староабзаново, башк. Иҫке Абзан) — село у складі Благоварського району Башкортостану, Росія. Входить до складу Кучербаєвської сільської ради.
Населення — 319 осіб (2010; 364 в 2002).
Національний склад:
- башкири — 80 %